# Perisphincter brevicollis
Perisphincter brevicollis är en stekelart som först beskrevs av Wesmael 1849.  Perisphincter brevicollis ingår i släktet Perisphincter och familjen brokparasitsteklar. Arten är reproducerande i Sverige. Inga underarter finns listade i Catalogue of Life.